# Papilio garamas subsp. abderus
Papilio garamas abderus es una subespecie de la especie de mariposas Papilio garamas en la familia Papilionidae.

## Descripción
Antenas, cabeza, tórax y abdomen de color negro. Las alas anteriores son de color negro en su vista dorsal, con una franja curvada desde el margen costal al margen anal o interno. Esta franja atraviesa la célula discal por su tercera parte más hacia la región subapical. En la vena M3 se ensancha y tiene pico en la zona más apical, como también en la vena Cu1 y Cu2. En la región subapical presenta otra franja de color amarillo compuesta de cuatro a 5 manchas cuadrangulares, que juntas casi están en línea, (más curvas en la subespecie nominal). La banda marginal tiene lúnulas amarillas casi ausentes. Las alas posteriores en su vista dorsal son de color negro, con pelos negros en la región basal hacia el margen anal o borde interno. Presenta una franja curvada amarilla postdiscal más ancha, y toca levemente la cédula discal (en la subespecie nominal no la toca y es más delgada). En la banda marginal presenta lúnulas muy delgadas de color amarillo. En la banda submarginal están casi ausentes las lúnulas naranjadas, y frecuentemente solo presenta algunas escamas anaranjadas. También presenta banda postdiscal interna con manchas con escamas azules, pero menos acentuadas (más tupidas en la subespecie nominal). Ventralmente las alas anteriores son de color negro es parecida en su vista dorsal. La franja subapical que comienza en el margen costal es casi recta y quiebra por la M2 y llega hasta el torno en la vena A2. Las alas posteriores son con el mismo patrón de diseño, la banda central que cruza de margen costal a interno toca ligeramente la cédula discal. La vena m3 está desarrollada en forma de “cola”. 
La hembra es similar al macho, sin embargo, también existe una forma melánica denominada amerias. Es muy similar a la hembra melánica de P. garamas subsp. garamas, en esta la banda amarilla de la región subapical está casi ausente y en el quiebre en la vena M2 es más sólida con varios spots o manchas bien definidas. En la banda submarginal tiene escamas amarillas, no llegándose a formar lúnulas definidas. En las alas posteriores la banda submarginal es más ancha con lúnulas más grandes de color anaranjado. Ventralmente las bandas submarginales (lúnulas) son de color anaranjado oscuro a casi rojo (en la subespecie nominal son anaranjadas).

## Distribución
Se distribuye en el este de México, en los estados de Oaxaca, Veracruz, Hidalgo, Puebla, San Luis Potosí, Tamaulipas y Nuevo León.

## Hábitat
Habita en zonas templadas de vertiente del Golfo de México, desde el norte de Oaxaca hasta el sur de Nuevo León.

## Estado de conservación
No se encuentra bajo ninguna categoría de riesgo.